# Slovak International 2009
Die Slovak International 2009 im Badminton fanden vom 22. bis zum 25. Oktober 2009 in Prešov statt.

## Sieger und Platzierte
| Disziplin    | Gold                                 | Silber                                       | Bronze                               |
| ------------ | ------------------------------------ | -------------------------------------------- | ------------------------------------ |
| Herreneinzel | Wisnu Haryo Putro                    | Ben Beckman                                  | Thomas Fynbo                         |
| Herreneinzel | Wisnu Haryo Putro                    | Ben Beckman                                  | Yauheni Yakauchuk                    |
| Dameneinzel  | Alesia Zaitsava                      | Gustiani Megawati                            | Maria Lykke Andersen                 |
| Dameneinzel  | Alesia Zaitsava                      | Gustiani Megawati                            | Laerke Folsted                       |
| Herrendoppel | Ondřej Kopřiva Tomáš Kopřiva         | Søren Gravholt Christian Westergaard Nielsen | Jon Barth Hansen Mark Philip Winther |
| Herrendoppel | Ondřej Kopřiva Tomáš Kopřiva         | Søren Gravholt Christian Westergaard Nielsen | Karsten Lehmann Bastian Zimmermann   |
| Damendoppel  | Maria Lykke Andersen Karina Sørensen | Mariya Ulitina Natalya Voytsekh              | Monika Bieńkowska Angelika Węgrzyn   |
| Damendoppel  | Maria Lykke Andersen Karina Sørensen | Mariya Ulitina Natalya Voytsekh              | Olga Nadtochiy Olga Pyvovarova       |
| Mixed        | Mark Philip Winther Karina Sørensen  | Aliaksei Konakh Alesia Zaitsava              | Jon Barth Hansen Maja Bech           |
| Mixed        | Mark Philip Winther Karina Sørensen  | Aliaksei Konakh Alesia Zaitsava              | Viki Indra Okvana Gustiani Megawati  |